# Aris Sas
Aris Sas (* 23. Mai 1976 in New York) ist ein österreichischer Sänger und Schauspieler.

## Biografie
Aris Sas wuchs in Wien auf und stand bereits als Kind auf der Bühne. Er war Mitglied der Wiener Sängerknaben (Bruckner-Chor) und spielte erfolgreich die meisten Kinder- und Jugendrollen am Theater (Wiener Volkstheater, Wiener Burgtheater etc.). Im Anschluss an seine Ausbildung u. a. an der Juilliard School of Music in New York übernahm er diverse Musicalrollen und hatte mit der Rolle des „Alfred“ in Tanz der Vampire im Jahre 1997 unter der Regie von Roman Polański seinen Durchbruch.

## Rollen

### Musicals
- Im weißen Rössl, Capitol Mannheim - Leopold
- Der geheime Garten, Frankenfestspiele Röttingen 2015 – Burg Brattenstein – Dickon
- Sunset Boulevard, Frankenfestspiele Röttingen 2016 – Burg Brattenstein – Joe Gillis
- Chicago, Le Théâtre Kriens-Luzern – Billy Flynn
- Hair, Le Théâtre Kriens-Luzern – Claude
- Kiss me Kate, Salzburg – Bill Calhoun / Luccentio
- Kaiserin Elisabeth von Österreich, China Tour – Kaiser Franz Joseph I.
- Charley’s Tante, Wien – Charley Wykeham
- Moulin Rouge Story, Stuttgart – Arsène Cossard
- Les Misérables, Sommerarena Baden – Enjolras
- Honk!, Wien (nur Vertretung) – Kater
- Nicht von dieser Welt, Stuttgart – Merkur
- Jesus Christ Superstar, Baden/Wien – Konzertante Fassung – Pilatus
- Das kleine Ich-bin-ich, Schloss Katzelsdorf – Der Frosch/Erzähler
- Les Misérables, Baden/Wien – Enjolras
- Nicht mit mir, Herr Vampir, Wien – Felix
- Sommernachtsträume, Magna Racino Ebereichsdorf – Eddie
- Camelot, Bad Hersfeld – Sir Lancelot
- Pinkelstadt, Berlin – Bobby
- Evita, Bozen – Ché
- Pink, Wien
- Surfdance, Berlin – Satan
- Deep, Zürich – Prinz Skalian
- Zwölftonkavalier, Stuttgart – Jean Montblanc
- Der kleine Horrorladen, Wien, Basel – Seymour
- Die Schöne und das Biest, Tournee – Biest
- Einen Jux wollen wir uns machen, Wien – Sebastian
- Die drei Musketiere, St. Gallen – D´Artagnan
- Tanz der Vampire, Wien, Stuttgart – Alfred
- Elisabeth, Wien – Graf Andrássy und 2. Besetzung Kronprinz Rudolf
- Christmas Bells, Wien – Weihnachtsshow
- Musical? – Oh My God …, Wien
- Speedy Conny, Wien
- Askalun, Wien
- Les Misérables, Wien – Gavroche
- Rebecca, Wien – Ben

### Opern
- Piraten – The Pirates of Penzance, Berlin – Frederik
- Die Entführung aus dem Serail, European Tour – Pedrillo
- Resurrection, Wien, Tour
- The Turn of the Screw, Wien – Miles

### Operette/Singspiel
- Im weißen Rößl, Stadl – Rechtsanwalt Dr. Otto Siedler
- Casanova, Baden/Wien – Leutnant von Hohenfels
- Frau Luna, Salzburg – Fritz Steppke

### Theater
- Top Dogs, Salzburg - Tschudi
- Der Himmel über Berlin, Salzburg – Laszlo
- Die Kinder von Wien, Wien – Goy
- Die Zirkusprinzessin, Wien – Picollo
- Die Dreigroschenoper, Wien – Ede
- Der Ritter vom Mirakel, Wien – Camillo
- Der Verschwender, Wien – Hans
- Farm der Tiere, Wien – Erzähler
- Glaube und Heimat, Wien – Spatz

### Sonstiges
- Synchronsprecher, kleinere Auftritte in Film und Fernsehen (hauptsächlich Österreich)
- Wiener Sängerknaben (Tourneen mit dem Chor und viele kleine Soloparts in der Wiener Staatsoper und Wiener Volksoper) zum Beispiel in Tosca, der Zauberflöte, Wozzeck, Carmen etc.
- Diverse Galas (u. a. Kosovogala, Steve Barton Memorial-Gala, Musical Melange, Musical Moments, Musical Couples, Musical mit Biss, Leading Men, Benefiz Musical Gala – Rhythm of Life)

### Diskografie
- Diverse Plattenaufnahmen mit den Wiener Sängerknaben
- Les Misérables – Österreichische Originalaufnahme – Gavroche
- Musical? – Oh My God … – Live on Stage
- Elisabeth – Wiener Gesamtaufnahme – Graf Andrassy
- Tanz der Vampire – Wiener Highlights – Alfred
- Tanz der Vampire – Wiener Gesamtaufnahme – Alfred
- Deep-Single „Kam zu mir aus fernem Land“ – Skalian
- Deep-Highlights – Skalian
- Steve Barton Memorial Concert – Live Recording
- Nicht mit mir, Herr Vampir – DVD Kinderfreunde Wien – Felix
- Das kleine Ich-bin-ich – Teatro – Frosch/Erzähler
- Das kleine Ich-bin-ich – DVD Teatro – Frosch/Erzähler